# Colonia Iturraspe
Colonia Iturraspe é uma comuna da província de Córdoba, na Argentina.